# Empire (Michigan)
Pour les articles homonymes, voir Empire (homonymie).
Empire est un village du comté de Leelanau, dans l'État du Michigan, aux États-Unis. En 2020, il comptait une population de 362 habitants.